# Königstetten
Königstetten – gmina targowa w Austrii, w kraju związkowym Dolna Austria, w powiecie Tulln. Według danych Austriackiego Urzędu Statystycznego liczyła 2 069 mieszkańców (1 stycznia 2014).